# Стотинка
Стотинката (съкратено ст.) е монетна парична единица, представляваща една стотна от българския лев.
В България в обращение са монетите със следните номинални стойности:
| Номинална стойност | Емисия |
| ------------------ | ------ |
| 1 стотинка         | 1999   |
| 2 стотинки         | 1999   |
| 5 стотинки         | 1999   |
| 10 стотинки        | 1999   |
| 20 стотинки        | 1999   |
| 50 стотинки        | 1999   |
| 1 стотинка         | 2000   |
| 2 стотинки         | 2000   |
| 5 стотинки         | 2000   |
| 1 лев              | 2002   |
| 50 стотинки        | 2004   |
| 50 стотинки        | 2005   |
| 50 стотинки        | 2007   |
| 2 лева             | 2015   |
| 2 лева             | 2018   |

Монетите от тези емисии са по художествен проект на Петър Стойков и Владимир Йосифов.

## Състав
Монетите на новите стотинки от първата им емисия (1999) с номинал 1, 2 и 5 стотинки са изсечени от Cu-Al-Ni-сплав (мед, алуминий и никел) и имат тегло съответно 1,8, 2,5 и 3,5 грама. Монетите с номинал 1, 2 и 5 стотинки от по-късните емисии са изсечени от стоманена сърцевина с електролитно покритие. Те са с гладък гурт (кант).
Монетите с номинал 10, 20 и 50 стотинки също се различават по състав. Тези от първата емисия (1999) са изсечени от Ново сребро (нойзилбер). То е сплав от мед (65%), цинк (20%) и никел (15%). На външен вид наподобява сребро, но не съдържа такова.), докато от по-късните емисии са от Cu-Zn-Ni-сплав (мед, цинк и никел) и имат тегло съответно 3, 4 и 5 грама. Всичките са с назъбен гурт (кант).

## История
През 1880 г. Второто обикновено народно събрание приема „Закон за правото на резание монети в Княжеството“, с който на държавата се дава изключителното право да сече и пуска в обращение монети и се създава националната парична единица „лев“, разделен на сто „стотинки“. Паричната система на страната се основава на принципите на Латинския монетен съюз, като е прието в България да се използват три вида монети: медни, сребърни и златни. Още през следващата година в Англия са отсечени първите български монети – медните от 2, 5 и 10 стотинки. През 1882 г. в Русия са отсечени сребърните 1 и 2 лева, а през 1894 г. – и първите златни монети от 10, 20 и 100 лева. С обнародвания през 1897 г. „Закон за монетите в Княжеството“ за парична единица в България е обявен златният лев. През 1928 г. е приет „Закон за стабилизирането на лева и за монетната циркулация“, с който се въвежда златно-девизният стандарт. През различните периоди в зависимост от това, в чии правомощия попада емитирането на националните парични знаци, БНБ като самостоятелна институция или като подразделение на Министерството на финансите поръчва изработката на българските монети в най-добрите монетни дворове на Европа – в Русия, Великобритания, Австро-Унгария, Франция, Белгия, Германия, Югославия.
Из „България 20 век. Алманах“, под редакцията на Филип Панайотов 
Народът е давал звучни прозвища на първите си монети – най-общо „мангър“: дребна монета. 10-стотинковите е наричал „гологан“, „рупче“ е прикачил на 5-стотинковите. Знае се такава поговорка: „Черен гологан не се губи“ – защото са били едри по формат, а медта бързо потъмнява. А монетите от 2 стотинки е нарекъл „каравелчета“ по името на министъра на финансите Петко Каравелов – заради държавническата и личната му пресметливост.